# المجلس الدولي للجمعيات النووية

شعار المجلس الدولي للجمعيات النووية.

المجلس الدولي للجمعيات النووية (بالإنجليزية:International Nuclear Societies Council) تأسس في 11 نوفمبر 1990 من قبل المجموعة الدولية للجمعيات النووية ويعتبر منظمة غير حكومية تتألف من جمعيات نووية من جميع أنحاء العالم وتعمل كمنتدى مجتمع عالمي للطاقة النووية لمناقشة ووضع أهداف وغايات مشتركة".

## المنظمات الأعضاء
- الجمعية النووية الأمريكية.
- الجمعية النووية الكندية.
- الجمعية النووية الأوروبية.
- الجمعية النووية الباكستانية.
- الجمعية النووية الصينية.

## روابط خارجية
- الموقع الرسمي